# 794 до н. е.

## Події
- Похід Адад-нірарі III на місто Дер, можливо проти еламітів, що підтримували Вавилон.
- Мідас ІІ, легендарний цар Фригії (794—766 до н. е.).
- Кунедаг убив свого брата Маргана і став одноосібним правителем Британії,
- Рохехтайд Роха вбив свого попередника — Сірну Саеглаха в битві під Аліндом і став верховним королем Ірландії. Згідно іншої версії Сірна Саеглах помер під час епідемії чуми разом зі своїми супротивниками і конкурентами за трон і Рохехтайд Роха прийшов до влади мирно.